# Syagrus duartei
Syagrus duartei är en enhjärtbladig växtart som beskrevs av Sidney Frederick Glassman. Syagrus duartei ingår i släktet Syagrus och familjen Arecaceae. Inga underarter finns listade i Catalogue of Life.